# Jabir ibn Aflah

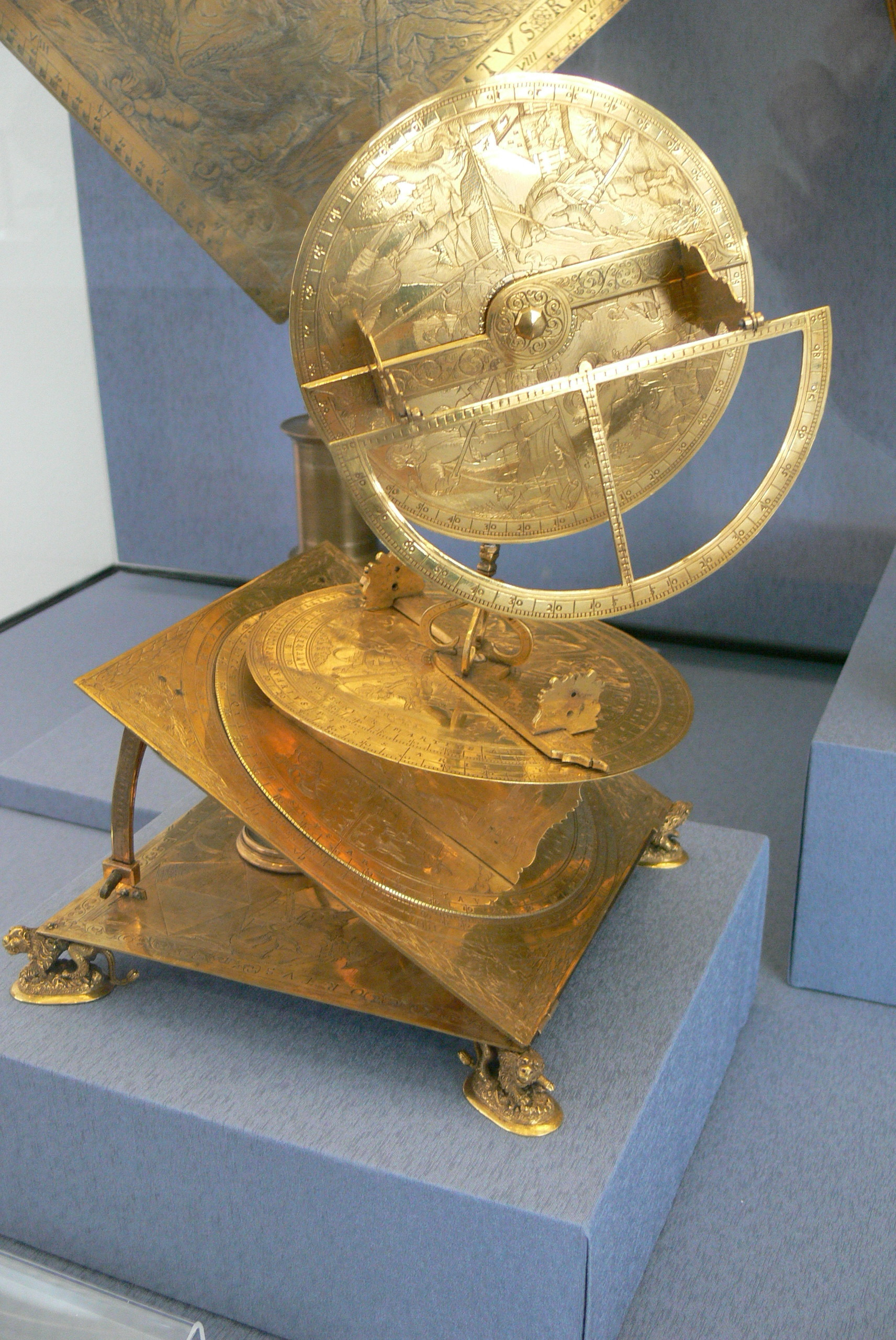
Det medeltida astronomiska instrumentet torquetum uppfanns av Jabir ibn Aflah.

Jabir ibn Aflah (arabiska: أبو محمد جابر بن أفلح, latin: Geber/Gebir; 1100–1150), var en arabisk astronom från Sevilla som var verksam i Al-Andalus.
Jabir ibn Aflah skrev det astronomiska verket Kitab al-haia eller Islah al-Madjisti, tryckt 1533 i latinsk översättning under titeln Gabri filii Affla Hispalensis de astronomia libri IX.
Nedslagskratern Geber på månen är uppkallad efter honom.